# 茨城県西部メディカルセンター
茨城県西部メディカルセンター（いばらきけんせいぶメディカルセンター）は茨城県筑西市大塚にある医療機関で、地方独立行政法人茨城県西部医療機構（IWMO）が管理・運営する病院である。前身の筑西市民病院と県西総合病院との統合により2018年10月1日に開院。

## 診療科
- 内科
- 小児科
- 外科
- 整形外科
- 眼科
- 耳鼻咽喉科
- 皮膚科・形成外科
- 泌尿器科
- 救急科
- 麻酔科
- 小児外科
- 脳神経外科
- 婦人科
- 心臓血管外科

## 医療機関の指定等
- 保険医療機関
- 救急告示医療機関
- 労災保険指定医療機関
- 身体障害者福祉法指定医の配置されている医療機関
- 生活保護法指定医療機関
- 結核指定医療機関
- 難病の患者に対する医療等に関する法律に基づく指定医療機関
- 原子爆弾被害者一般疾病医療取扱医療機関
- 災害拠点病院

## 交通アクセス
JR東日本水戸線下館駅北口より筑西市広域連携バスもしくはメディカルラインで約10分、茨城県西部メディカルセンター前下車